# Jan-Eve Stengård
Jan-Eve Alexander Stengård, född 25 januari 1948, är en svensk silversmed. 
Stengård utbildade sig på Nyckelviksskolan och på Konstfackskolan 1969–1970. Han arbetade som lärling hos Claës E. Giertta i Stockholm 1970–1974 samt fick gesällbrev 1974 och mästarbrev 1992. Han var representerad på en utställning på Kulturhuset, Stockholm 1974 och Galleri Hos oss i Visby året därpå. Stengård designar och tillverkar helt hantverksmässigt alla konstföremål i sin ateljé i Visby.
Stengård har gjort kyrksilver för Visby domkyrka, Ardre kyrka på Gotland, Fole kyrka på Gotland och Terra Nova-kyrkan i Visby. 